# Aguasay (municipalité)
Pour les articles homonymes, voir Aguasay.
Aguasay est l'une des treize municipalités de l'État de Monagas au Venezuela. Son chef-lieu est Aguasay. En 2011, la population s'élève à 11 856 habitants.

## Géographie

### Subdivisions
Selon l'Institut national de statistique et contrairement à la plupart des municipalités du pays, la municipalité d'Aguasay ne comporte aucune paroisse civile.